# 전국교수노동조합
전국교수노동조합은 대한민국 각 대학의 교수들이 권익을 위해 만든 노동조합이다. 줄여서 교수노조라고 한다. 민주노총에 속해 있다. 대한민국 교원노조법에서 교수노조를 인정하지 않아 법외노조로 활동했으나 2018년 9월 헌법불합치 결정으로 2021년에 교수노조가 법내노조로 등록하게 되었다.